# فيرينك فوزيسي
فيرينك فوزيسي (بالمجرية: Ferenc Füzesi)‏ (مواليد 1960) هو لاعب كرة يد مجري، ولد في ناجاتاد . لعب مع منتخب المجر لكرة اليد ، وشارك في الألعاب الأولمبية الصيفية عام 1992 ، حيث احتلت المجر المركز السابع بعد فوزها على منتخب رومانيا لكرة اليد في المباراة النهائية. 

## روابط خارجية
- فيرينك فوزيسي على موقع أوليمبيديا (الإنجليزية)